# Damsingel i badminton vid olympiska sommarspelen 1992
Damsingeln i badminton vid olympiska sommarspelen 1992 i Barcelona vanns av Susi Susanti från Indonesien.

## Medaljtabell
| Klass         | Guld               | Silver              | Brons              |
| singel, damer | Susi Susanti (INA) | Bang Soo-hyun (KOR) | Huang Hua (CHN)    |
| singel, damer | Susi Susanti (INA) | Bang Soo-hyun (KOR) | Tang Jiuhong (CHN) |

## Turneringen

### Omgång 1
| Första rundan                  | Första rundan      | Första rundan           |
| Vinnare                        | Poäng              | Förlorare               |
| ------------------------------ | ------------------ | ----------------------- |
| Susi Susanti (INA)             | ()                 | Bye                     |
| Harumi Kohara (JPN)            | ()                 | Bye                     |
| Wong Chun Fan (HKG)            | (11-8, 12-9)       | Eline Coene (NED)       |
| Silvia Albrecht (SUI)          | (11-3, 11-6)       | Nely Nedjalkova (BUL)   |
| Pernille Nedergaard (DEN)      | ()                 | Bye                     |
| Katarzyna Krasowska (POL)      | (5-11, 11-0, 11-6) | Andrea Harsagi (HUN)    |
| Somharuthai Jaroensiri (THA)   | (11-3, 11-0)       | Joy Kitzmiller (USA)    |
| Christine Magnusson (SWE)      | (11-1, 11-0)       | Martine de Souza (MRI)  |
| Huang Hua (CHN)                | ()                 | Bye                     |
| Linda French (USA)             | ()                 | Bye                     |
| Joanne Muggeridge (GBR)        | (11-5, 11-7)       | Christelle Mol (FRA)    |
| Madhumita Bisht (IND)          | (11-3, 11-0)       | Elsa Nielsen (ISL)      |
| Lee Heung-soon (KOR)           | ()                 | Bye                     |
| Rhonda Cator (AUS)             | (11-9, 11-5)       | Esther Sanz (ESP)       |
| Doris Piche (CAN)              | (11-0, 11-2)       | Eva Lacinova (TCH)      |
| Katrin Schmidt (GER)           | (11-6, 11-1)       | Diana Koleva (BUL)      |
| Rhona Robertson (NZL)          | (12-10, 12-9)      | Sandra Dimbour (FRA)    |
| Pornsawan Plungwech (THA)      | (11-3, 12-9)       | V. Khristova (BUL)      |
| Erica van den Heuvel (NED)     | (11-7, 11-3)       | Andrea Dako (HUN)       |
| Sarwendah Kusumawardhani (INA) | ()                 | Bye                     |
| Zarinah Abdullah (SIN)         | (11-5, 11-3)       | Wioletta Wilk (POL)     |
| Hisuko Mizui (JPN)             | (11-4, 11-1)       | Kerstin Ubben (GER)     |
| Catrine Bengtsson (SWE)        | ()                 | Bye                     |
| Bang Soo-hyun (KOR)            | ()                 | Bye                     |
| Anna Lao (AUS)                 | (11-0, 11-4)       | Bettina Villars (SUI)   |
| Camilla Martin (DEN)           | (11-1, 11-0)       | Vandanah Seesurun (MRI) |
| Bożena Bąk (POL)               | (11-0, 11-2)       | Virginie Delvingt (FRA) |
| Elena Rybkhina (EUN)           | ()                 | Bye                     |
| Denyse Julien (CAN)            | (11-2, 11-0)       | Erika von Heiland (USA) |
| Angela van der Knaap (NED)     | (11-3, 11-2)       | Csilla Forian (HUN)     |
| Helen Troke (GBR)              | ()                 | Bye                     |
| Tang Jiuhong (CHN)             | ()                 | Bye                     |

### Omgång 2
| Sextondelsfinaler              | Sextondelsfinaler  | Sextondelsfinaler          |
| Vinnare                        | Poäng              | Förlorare                  |
| ------------------------------ | ------------------ | -------------------------- |
| Susi Susanti (INA)             | (11-2, 11-2)       | Harumi Kohara (JPN)        |
| Wong Chun Fan (HKG)            | (8-11, 11-4, 11-3) | Silvia Albrecht (SUI)      |
| Pernille Nedergaard (DEN)      | (11-0, 11-3)       | Katarzyna Krasowska (POL)  |
| Somharuthai Jaroensiri (THA)   | (8-11, 12-9, 11-4) | Christine Magnusson (SWE)  |
| Huang Hua (CHN)                | (11-1, 11-1)       | Linda French (USA)         |
| Joanne Muggeridge (GBR)        | (11-7, 11-8)       | Madhumita Bisht (IND)      |
| Lee Heung-soon (KOR)           | (11-1, 11-4)       | Rhonda Cator (AUS)         |
| Doris Piche (CAN)              | (11-5, 11-8)       | Katrin Schmidt (GER)       |
| Pornsawan Plungwech (THA)      | (12-9, 2-11, 12-9) | Rhona Robertson (NZL)      |
| Sarwendah Kusumawardhani (INA) | (11-8, 11-2)       | Erica van den Heuvel (NED) |
| Hisuko Mizui (JPN)             | (11-5, 11-4)       | Zarinah Abdullah (SIN)     |
| Bang Soo Hyun (KOR)            | (11-7, 11-3)       | Catrine Bengtsson (SWE)    |
| Anna Lao (AUS)                 | (11-6, 12-11)      | Camilla Martin (DEN)       |
| Elena Rybkhina (EUN)           | (11-4, 11-4)       | Bozena Bąk (POL)           |
| Denyse Julien (CAN)            | (9-12, 11-3, 11-9) | Angela van der Knaap (NED) |
| Tang Jiuhong (CHN)             | (11-3, 11-1)       | Helen Troke (GBR)          |

### Åttondelsfinaler
| Åttondelsfinaler               | Åttondelsfinaler    | Åttondelsfinaler          |
| Vinnare                        | Poäng               | Förlorare                 |
| ------------------------------ | ------------------- | ------------------------- |
| Susi Susanti (INA)             | (11-4, 11-2)        | Wong Chun Fan (HKG)       |
| Somharuthai Jaroensiri (THA)   | (5-11, 11-6, 12-10) | Pernille Nedergaard (DEN) |
| Huang Hua (CHN)                | (11-3, 11-2)        | Joanne Muggeridge (GBR)   |
| Lee Heung-soon (KOR)           | (11-8, 11-2)        | Doris Piche (CAN)         |
| Sarwendah Kusumawardhani (INA) | (11-4, 11-2)        | Pornsawan Plungwech (THA) |
| Bang Soo Hyun (KOR)            | (12-10, 11-1)       | Hisuko Mizui (JPN)        |
| Anna Lao (AUS)                 | (7-11, 11-7, 11-8)  | Elena Rybkhina (EUN)      |
| Tang Jiuhong (CHN)             | (12-9, 11-0)        | Denyse Julien (CAN)       |

### Kvartsfinaler
| Kvartsinaler        | Kvartsinaler        | Kvartsinaler                   |
| Vinnare             | Poäng               | Förlorare                      |
| ------------------- | ------------------- | ------------------------------ |
| Susi Susanti (INA)  | (11-6, 11-1)        | Somharuthai Jaroensiri (THA)   |
| Huang Hua (CHN)     | (11-3, 10-12, 11-0) | Lee Heung-soon (KOR)           |
| Bang Soo Hyun (KOR) | (11-2, 3-11, 12-11) | Sarwendah Kusumawardhani (INA) |
| Tang Jiuhong (CHN)  | (11-9, 11-1)        | Anna Lao (AUS)                 |

### Semifinaler
| Semifnialer         | Semifnialer  | Semifnialer        |
| Vinnare             | Poäng        | Förlorare          |
| ------------------- | ------------ | ------------------ |
| Susi Susanti (INA)  | (11-4, 11-1) | Huang Hua (CHN)    |
| Bang Soo Hyun (KOR) | (11-3, 11-2) | Tang Jiuhong (CHN) |

### Final
| Final              | Final              | Final               |
| Vinnare            | Poäng              | Förlorare           |
| ------------------ | ------------------ | ------------------- |
| Susi Susanti (INA) | (5-11, 11-5, 11-3) | Bang Soo Hyun (KOR) |